# 先知寺

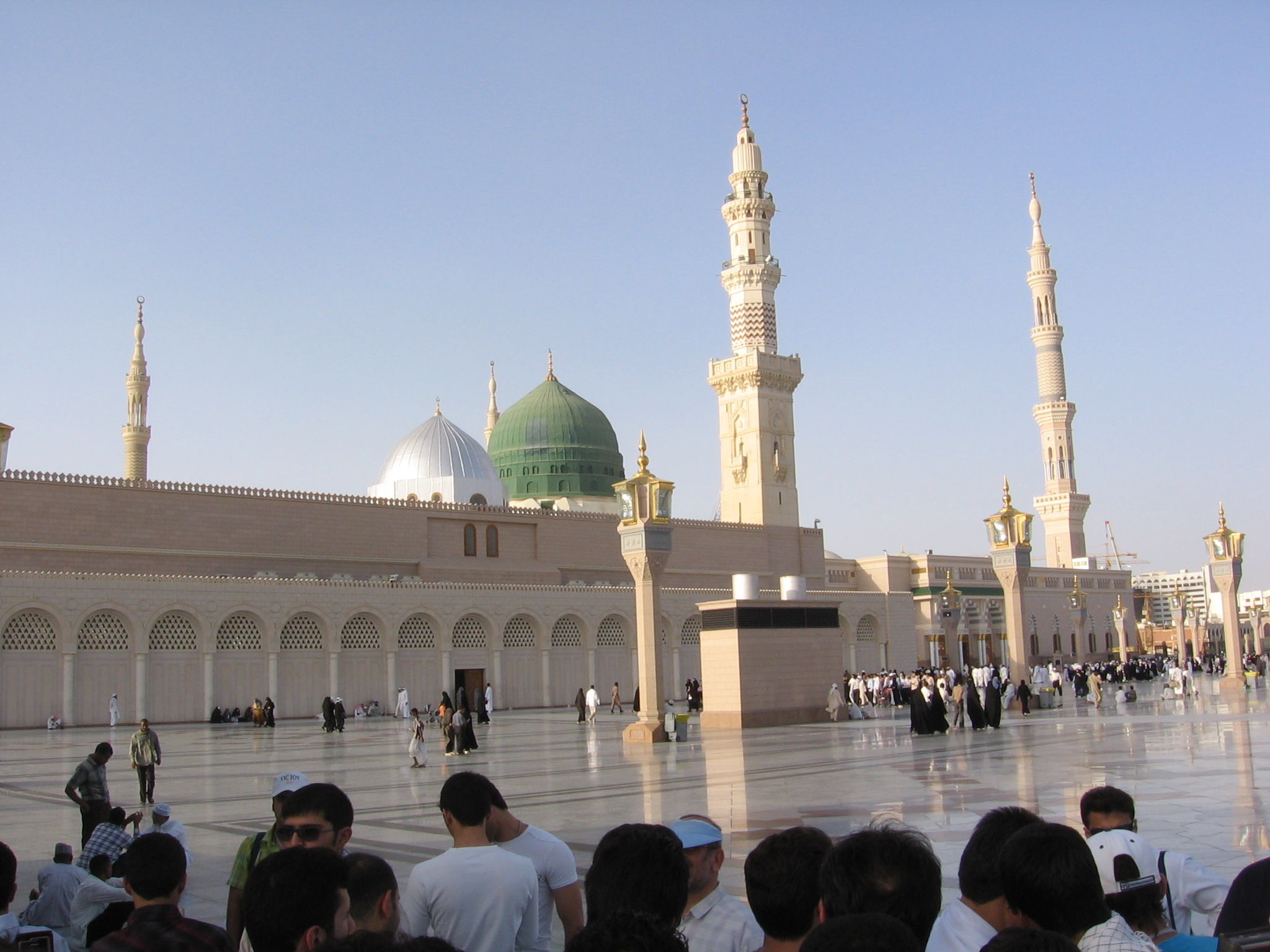
麦地那先知寺

先知清真寺一般简称先知寺（羅馬化：Al-Masjid an-Nabawi），又名麦地那清真寺，是一座位于伊斯兰教第二大圣地麦地那的清真寺，是仅次于麦加禁寺的伊斯兰教第二大圣寺，也是伊斯兰教史上继库巴清真寺之后第二座清真寺。先知寺始建于公元622年，是伊斯兰教先知穆罕默德亲自参与建造，故名。倭瑪亞王朝哈里发瓦利德一世时期重建，将穆罕默德与伊斯兰教前两任哈里发阿布·巴克爾和奧馬爾的陵墓合并于先知寺，大体形成了今天的建筑格局。后经多次扩建，目前先知寺已成为一座庞大的建筑群，占地面积为1.6326万平方公尺，可容纳100万人做礼拜，成为全世界最大的清真寺之一。先知寺处于传统的麦地那市中心，周围有许多饭店和旧集市。每年都有许多穆斯林在朝觐期间到此祈祷、礼拜和瞻仰先圣遗迹。
穆罕默德从麦加迁往麦地那后，在自己居所的旁边建造了先知寺，以便随时可以进入寺内处理教俗事务。最早的先知寺是露天建筑，是全世界清真寺建筑的雏形。
先知寺也起到交流中心、宗教法庭和宗教学校的作用。1909年，这里成为阿拉伯半岛第一个通电的地方。先知寺历代的管理权都归两圣地监护人（现为沙烏地阿拉伯国王萨勒曼）所有。
先知寺中最神圣的地方之一是绿色穹顶，或先知穹顶，它所在的地点原是穆罕默德之妻阿伊莎的房间，穆罕默德即在此归真并安葬。后来，哈里发阿布·巴克爾和奧馬爾先后安葬在穆罕默德陵墓的两旁，而穹顶是后世加建的。